# 佐賀県道292号加倉仮屋港線
佐賀県道292号加倉仮屋港線（さがけんどう292ごう かくらかりやこうせん）は、佐賀県唐津市から東松浦郡玄海町に至る一般県道である。

## 概要
唐津市鎮西町加倉から東松浦郡玄海町大字新田に至る。

### 路線データ
- 起点：佐賀県唐津市鎮西町加倉（加倉交差点、佐賀県道23号唐津呼子線交点）
- 終点：佐賀県東松浦郡玄海町大字新田（金の手交差点、国道204号交点）

## 路線状況

### 重複区間
- 佐賀県道47号肥前呼子線（東松浦郡玄海町大字有浦上 - 東松浦郡玄海町大字長倉・玄海町役場前交差点）

## 地理

### 通過する自治体
- 唐津市
- 東松浦郡玄海町

### 交差する道路
| 交差する道路                        | 市町村名 | 市町村名 | 交差する場所 | 交差する場所        |
| ----------------------------------- | -------- | -------- | ------------ | ------------------- |
| 佐賀県道23号唐津呼子線              | 唐津市   | 唐津市   | 鎮西町加倉   | 加倉交差点 / 起点   |
| 佐賀県道47号肥前呼子線 重複区間起点 | 東松浦郡 | 玄海町   | 大字有浦上   |                     |
| 佐賀県道47号肥前呼子線 重複区間終点 | 東松浦郡 | 玄海町   | 大字長倉     | 玄海町役場前交差点  |
| 国道204号                           | 東松浦郡 | 玄海町   | 大字新田     | 金の手交差点 / 終点 |

### 沿線
- 玄海町役場
- 玄海町立玄海みらい学園